# Cartigliano
Cartigliano (velenceiül Cartijan) település Olaszországban, Veneto régióban, Vicenza megyében. Lakosainak száma 3666 fő (2023. január 1.). Cartigliano Bassano del Grappa, Nove, Pozzoleone, Rosa és Tezze sul Brenta községekkel határos.

## Népesség
A település népességének változása:
| Lakosok száma | 3788 | 3733 | 3666 |
|               | 2018 | 2021 | 2023 |